# Colchicum lusitanum
Colchicum lusitanum är en tidlöseväxtart som beskrevs av Felix de Silva Avellar Brotero. Colchicum lusitanum ingår i släktet tidlösor, och familjen tidlöseväxter. Inga underarter finns listade i Catalogue of Life.

## Bildgalleri

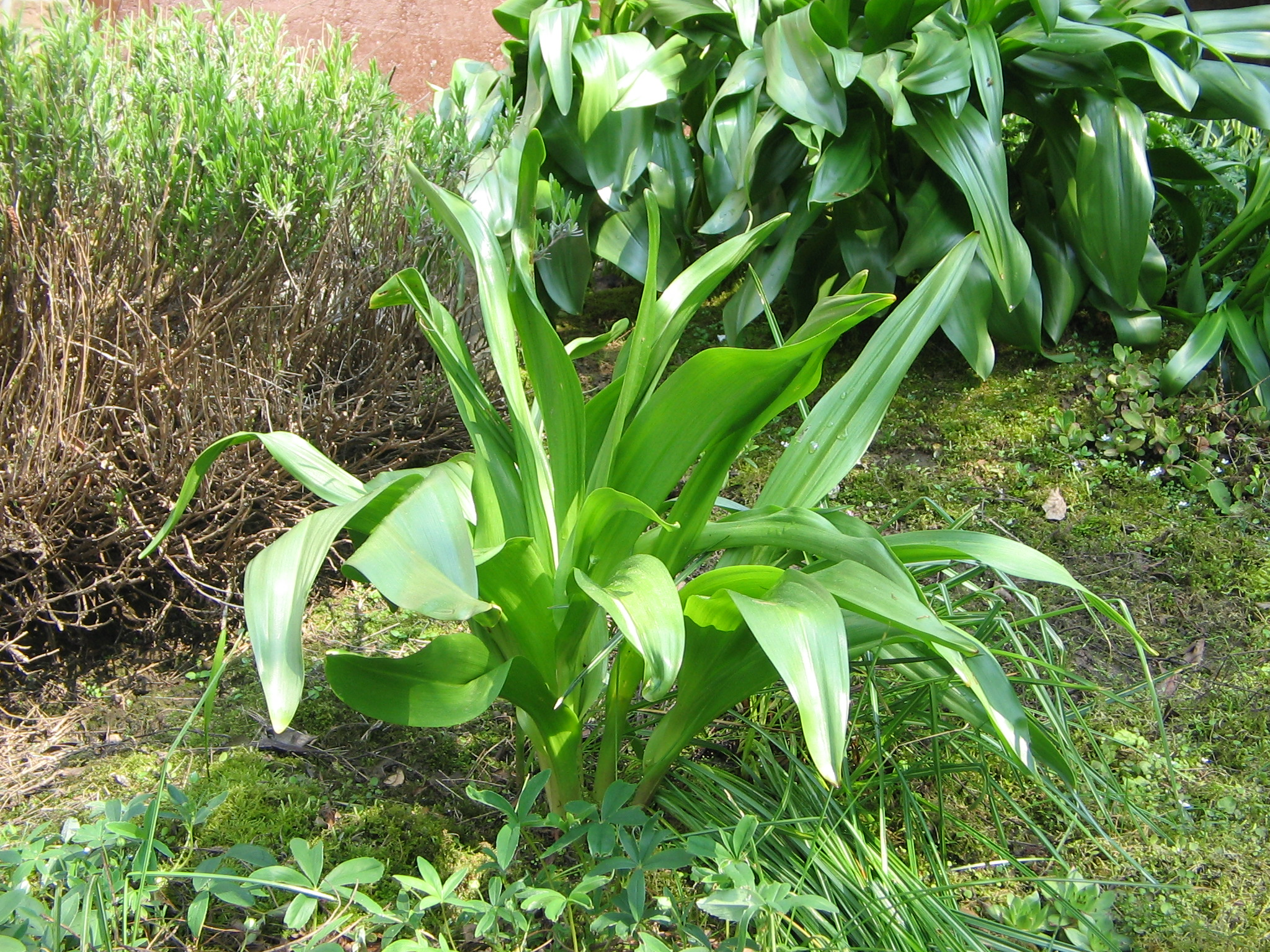
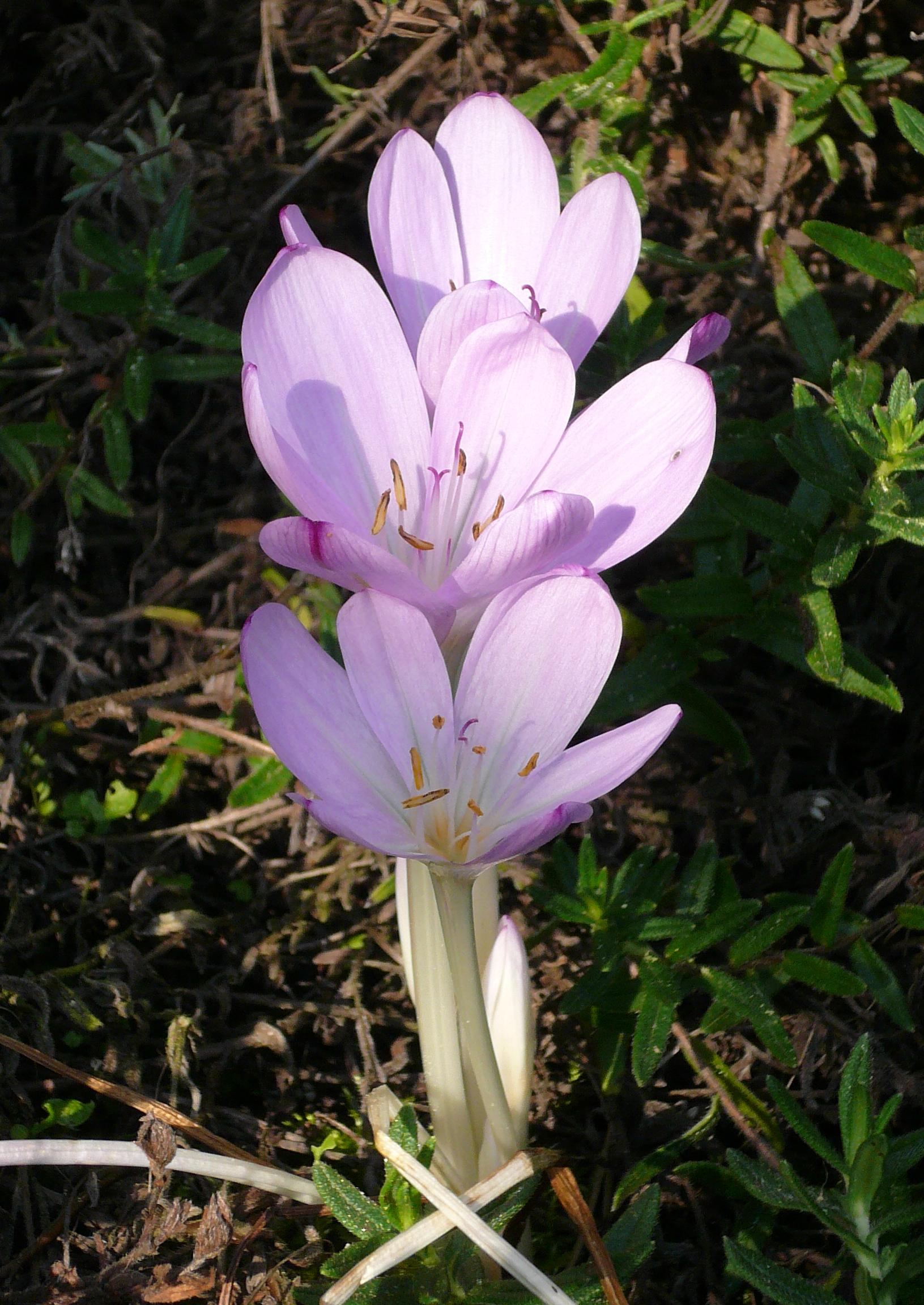
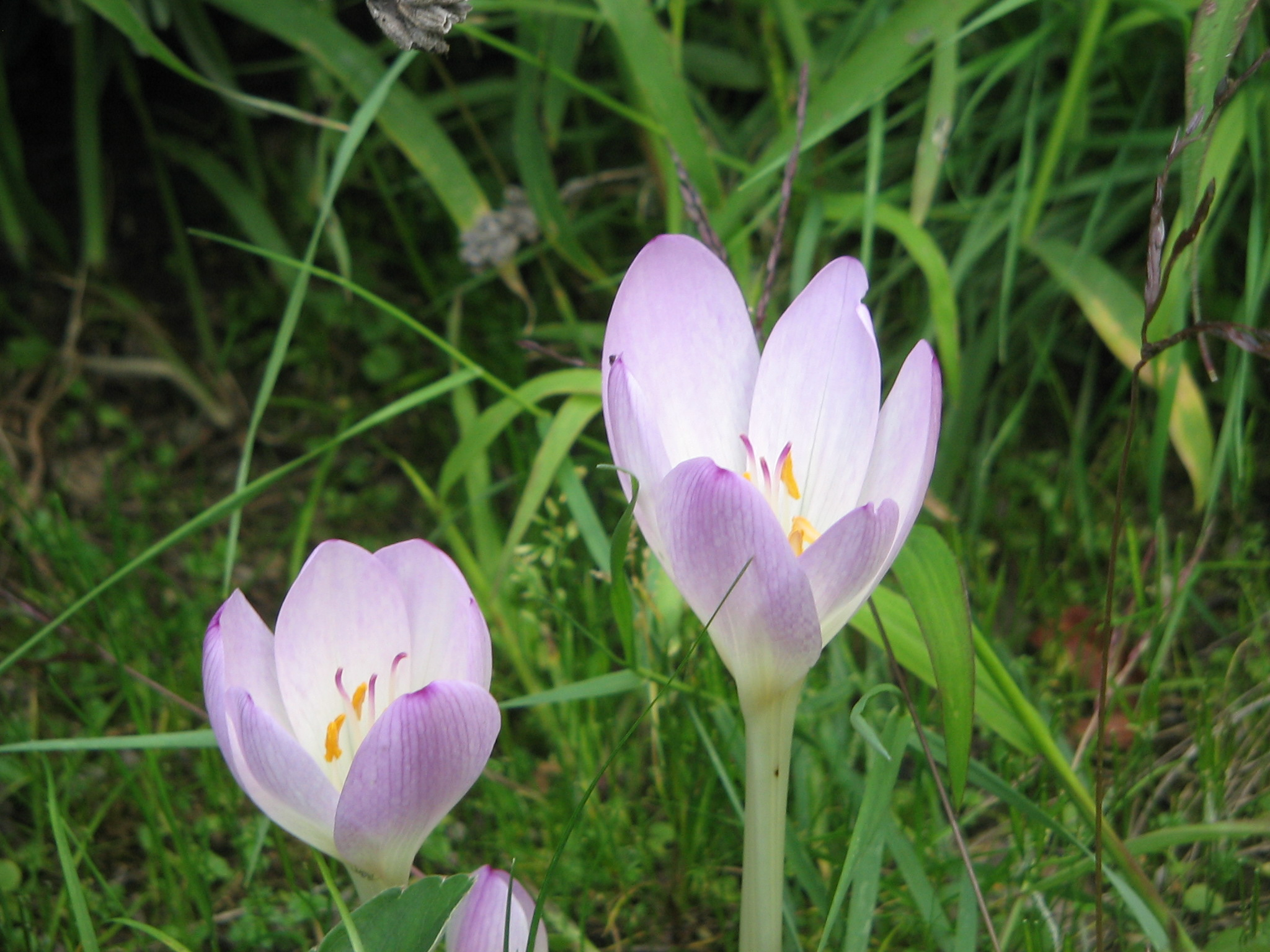
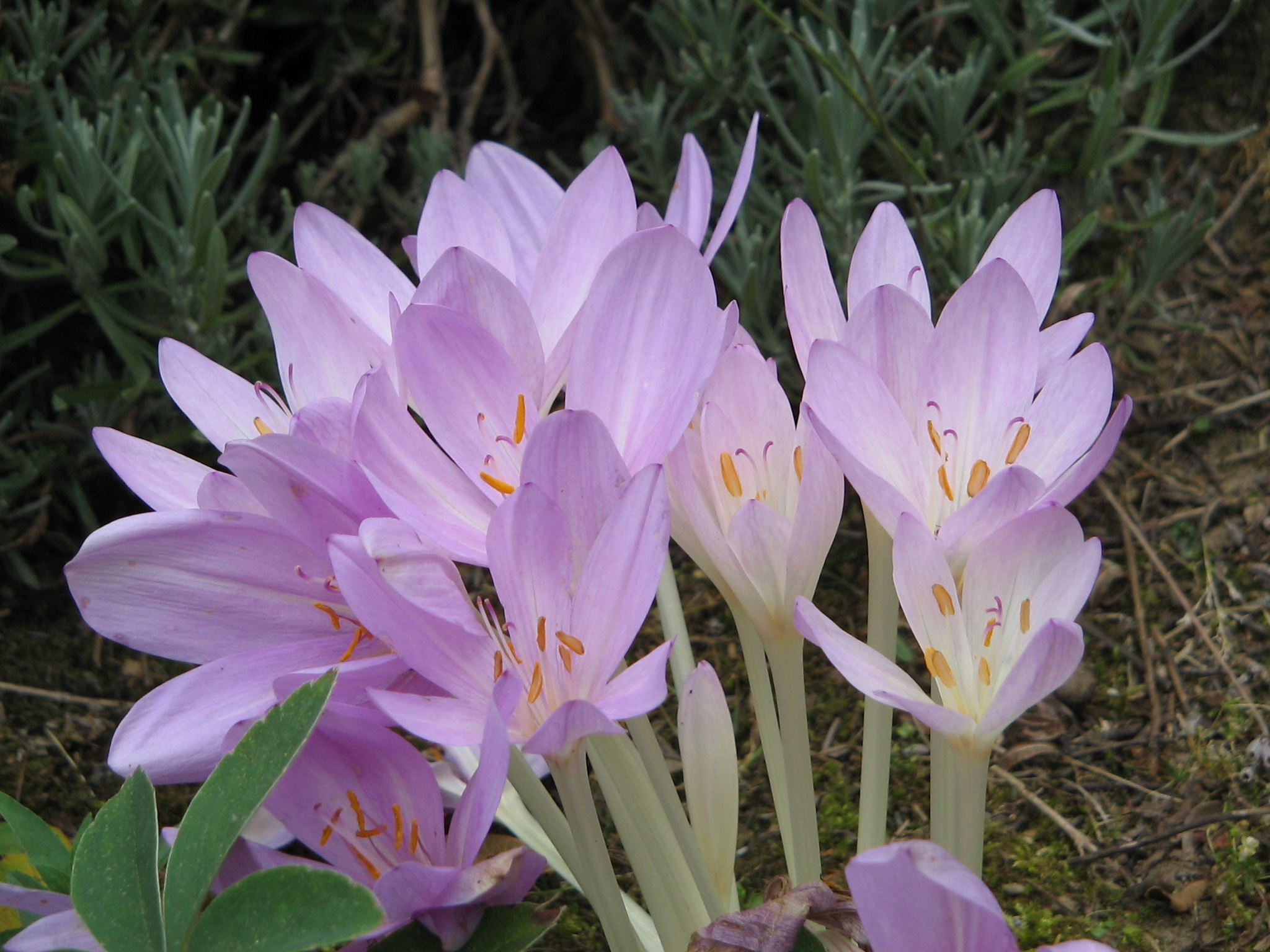
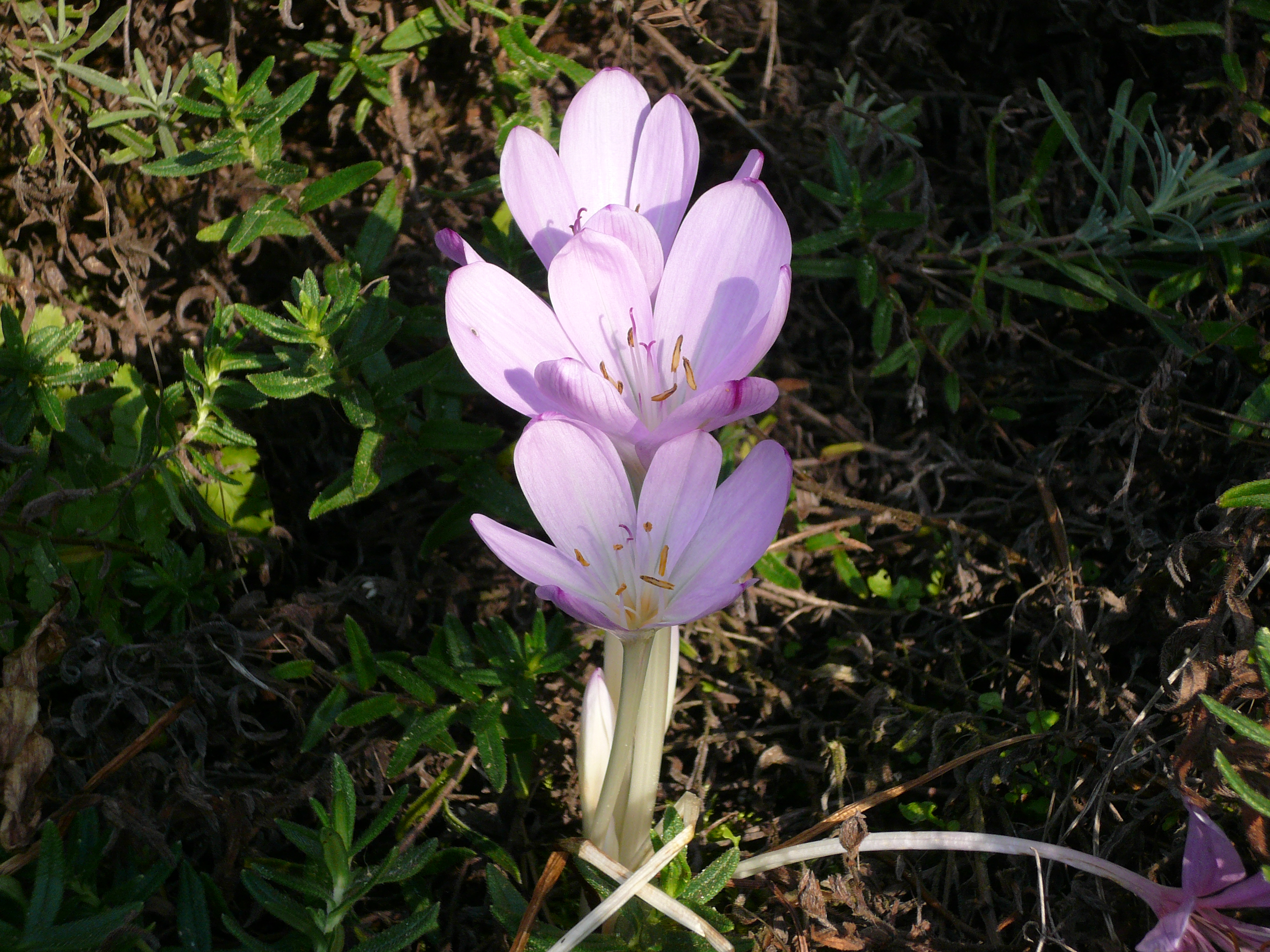
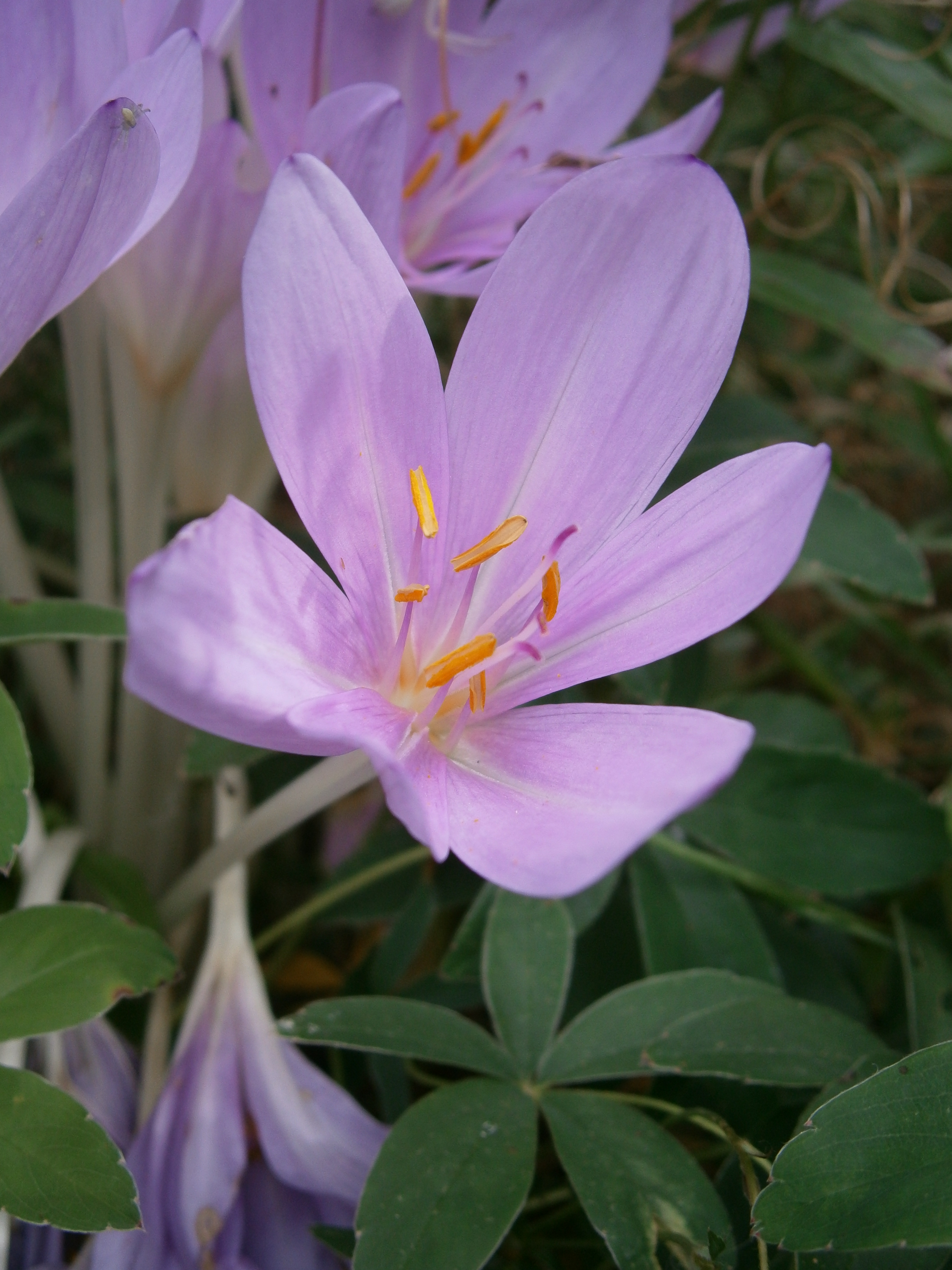